# مقاطعة كونية

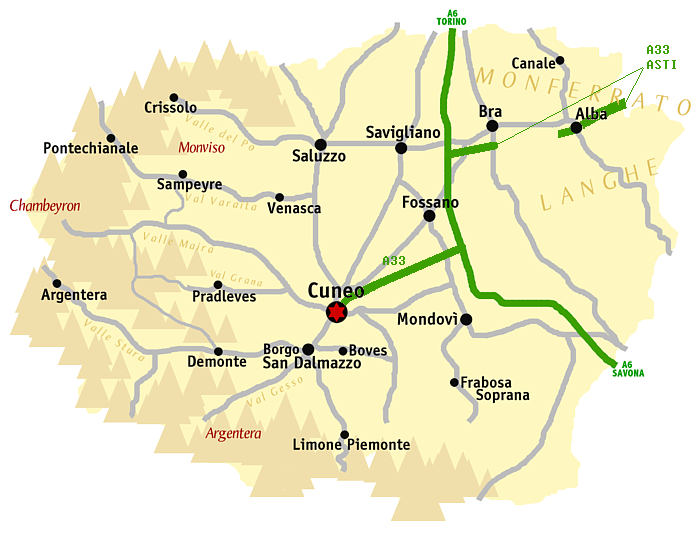
خريطة مقاطعة كُونِيَة

مقاطعة كُونِيَة أو (نقحرة: كُونِيُو) (بالإيطالية: Provincia di Cuneo)‏، مقاطعة إيطالية بإقليم بيمُنتة شمال غرب البلاد، سكانها أكثر من 572.972 نسمة ومساحتها 6903 كيلومتر مربع ويوجد بها 250 بلدية، عاصمتها مدينة كُونِيَة، تحدها غربا فرنسا، وشمالا مقاطعة تورينو، وشرقا مقاطعة أستي، وجنوبا إقليم لِغُرية عند مقاطعة إمبرية ومقاطعة سفونة. 
و معروفة أيضا باسم la Granda لا غراندا أي المقاطعة الكبيرة لأنها كانت أكبر مقاطعة في إيطاليا والآن هي الثالثة. وقد خلق هذا مشاكل في الماضي مع سكان البا حيث ينهكون من الرحلة الطويلة إلى كُونِيَة في كل مرة يحتاجون فيها إلى التعامل مع حكومة المقاطعة. وقد طرحت عدة مرات مسألة تقسيم المقاطعة إلى قسمين.

## أهم المدن
| المدينة   | الاسم بالإيطالية | السكان |
| --------- | ---------------- | ------ |
| كُونِيَة     | Cuneo            | 54,853 |
| ألبا      | Alba             | 30,181 |
| برا       | Bra              | 28,890 |
| فوسانو    | Fossano          | 24,224 |
| موندوفي   | Mondovì          | 22,092 |
| سافيليانو | Savigliano       | 20,510 |
| فيكوفورتي | Vicoforte        | 3,266  |